# Busca em largura

Ordem dos vértices explorados na busca em largura

Na teoria dos grafos, busca em largura (ou busca em amplitude, também conhecido em inglês por Breadth-First Search - BFS) é um algoritmo de busca em grafos utilizado para realizar uma busca ou travessia num grafo e estrutura de dados do tipo árvore. Intuitivamente, você começa pelo vértice raiz e explora todos os vértices vizinhos. Então, para cada um desses vértices mais próximos, exploramos os seus vértices vizinhos inexplorados e assim por diante, até que ele encontre o alvo da busca.

## Definição

Percurso realizado pelo algoritmo

Formalmente, uma busca em largura é um método de busca não-informada (ou desinformada) que expande e examina sistematicamente todos os vértices de um grafo direcionado ou não-direcionado. Em outras palavras, podemos dizer que o algoritmo realiza uma busca exaustiva num grafo passando por todas as arestas e vértices do grafo. Sendo assim, o algoritmo deve garantir que nenhum vértice ou aresta será visitado mais de uma vez e, para isso, utiliza uma estrutura de dados fila para garantir a ordem de chegada dos vértices. Dessa maneira, as visitas aos vértices são realizadas através da ordem de chegada na estrutura fila e um vértice que já foi marcado não pode entrar novamente a esta estrutura.
Uma analogia muito conhecida (figura ao lado) para demonstrar o funcionamento do algoritmo é pintando os vértices de branco, cinza e preto. Os vértices na cor branca ainda não foram marcados e nem enfileirados, os da cor cinza são os vértices que estão na estrutura fila e os pretos são aqueles que já tiveram todos os seus vértices vizinhos enfileirados e marcados pelo algoritmo.
Tal mecanismo permite que se descubra todos os vértices a uma distância n do vértice raiz antes de qualquer outro vértice de distancia maior que n, sendo n o número de arestas para atingir qualquer outro vértice no grafo considerado. Essa característica do algoritmo permite construir uma árvore de distâncias mínimas (menor número de arestas) entre o vértice raiz e os demais, sendo que o vértice responsável por enfileirar o seu vizinho na cor branca que será o vértice pai deste na representação em árvore gerada.

## Características

### Complexidade de Tempo
Considerando um grafo representado em listas de adjacência, o pior caso, aquele em que todos os vértices e arestas são explorados pelo algoritmo, a complexidade de tempo pode ser representada pela seguinte expressão {\displaystyle O(|E|+|V|)}, onde {\displaystyle |E|} significa o tempo total gasto nas operações sobre todas as arestas do grafo onde cada operação requer um tempo constante {\displaystyle O(1)} sobre uma aresta, e {\displaystyle |V|} que significa o número de operações sobre todos os vértices que possui uma complexidade constante {\displaystyle O(1)} para cada vértice uma vez que todo vértice é enfileirado e desenfileirado uma única vez.

### Complexidade de Espaço
Quando o número de vértices no grafo é conhecido e supondo-se a representação deste em listas de adjacência, a complexidade de espaço do algoritmo pode ser representada por {\displaystyle O(|V|)} onde {\displaystyle |V|} representa o número total de vértices no grafo.

## História
O algoritmo de busca em largura foi inventado pela primeira vez por Konrad Zuse em sua tese de doutorado sobre a linguagem de programação Plankalkül, mas como sua tese rejeitada porque Zuse esqueceu de pagar a taxa de matrícula, ela acabou esquecida e só foi publicada inteira em 1972. O algoritmo acabou sendo reinventado novamente em 1959 por Edward F. Moore, que o utilizou para encontrar o caminho mais curto para sair de um labirinto.

## Pseudocódigo
A seguir é apresentado um pseudocódigo do algoritmo busca em largura para uma estrutura de dados grafo com lista de adjacência. A letra F representa uma fila (FIFO) inicialmente vazia, G é o grafo em questão e s, v, w representam vértices do grafo onde listaDeAdjacência representa a lista de adjacência de um vértice.
```
BuscaEmLargura
   escolha uma raiz s de G
   marque s
   insira s em F
   enquanto F não está vazia faça
      seja v o primeiro vértice de F
      para cada w ∈ listaDeAdjacência de v faça
         se w não está marcado então
            visite aresta entre v e w
            marque w
            insira w em F
         senao se w ∈ F entao
            visite aresta entre v e w
         fim se
      fim para
      retira v de F
   fim enquanto

```

## Exemplo 1

Grafo exemplo 1

Seguindo os passos do pseudocódigo acima e iniciando no vértice 6 da figura ao lado, o algoritmo estará com a sequência de vértices marcados e a fila assim:
```
Vértices Marcados= ∅; Fila(F)=∅.
Vértices Marcados= 6; Fila(F)=6.
Vértices Marcados= 6,4; Fila(F)=6,4.
Vértices Marcados= 6,4; Fila(F)=4.
Vértices Marcados= 6,4,3; Fila(F)=4,3.
Vértices Marcados= 6,4,3,5; Fila(F)=4,3,5.
Vértices Marcados= 6,4,3,5; Fila(F)=3,5.
Vértices Marcados= 6,4,3,5,2; Fila(F)=3,5,2.
Vértices Marcados= 6,4,3,5,2; Fila(F)=5,2.
Vértices Marcados= 6,4,3,5,2,1; Fila(F)=5,2,1.
Vértices Marcados= 6,4,3,5,2,1; Fila(F)=2,1.
Vértices Marcados= 6,4,3,5,2,1; Fila(F)=1.
Vértices Marcados= 6,4,3,5,2,1; Fila(F)=∅.

```

## Exemplo 2
Aplicando o pseudocódigo nesse grafo de cidades alemãs e iniciando o algoritmo na cidade de Frankfurt, repare que para montar a árvore da figura foi necessário gravar na figura apenas as arestas que são processadas na primeira condição "se" do pseudocódigo (se w não está marcado então). Caso as arestas desse exemplo não fossem valoradas (como no primeiro exemplo) ficaria fácil encontrar a distância para o vértice raiz com o algoritmo busca em largura, mas, para o grafo deste exemplo (que são valoradas) pesquise por Algoritmo de Dijkstra para encontrar o menor caminho de um vértice a outro.

Exemplo de um mapa da Alemanha com algumas conexões entre as cidades

Árvore gerada em um algoritmo BFS começando em Frankfurt.

### C
```
int
 
BuscaEmLargura
(
Grafo
 
*
G
,
 
Fila
 
*
F
,
 
int
 
raiz
){

    
int
 
verticesMarcados
[
NumVertices
];
//vetor de vertices marcados

    
int
 
tamVerticesMarcados
=
 
0
;

    
int
 
vertice1
;

    
no_lista
 
*
p
;

    
verticesMarcados
[
0
]
 
=
 
raiz
;
//marca raiz

    
tamVerticesMarcados
++
;

    
PoeVerticeNaFila
(
F
 
,
 
raiz
);
 
//poe raiz na fila

    
while
(
!
FilaVazia
(
F
)){
//enquanto a fila nao esta vazia

        
vertice1
 
=
 
F
->
ini
->
vertice
;
//vertice que esta no inicio da fila

         
p
 
=
 
G
->
Ladj
[
vertice1
-1
].
inicio
;
// Ladj = lista de adjacencia de vertice1

        
while
(
p
!=
NULL
){
//enquanto a lista de adjacencia do vertice1 nao acaba

            
if
(
!
BuscaVertice
(
p
->
vertice
,
 
verticesMarcados
,
 
tamVerticesMarcados
)){
//busca p->vertice no vetor verticesMarcados

                
verticesMarcados
[
tamVerticesMarcados
++
]
 
=
 
p
->
vertice
;
//marcou p->vertice

                
PoeVerticeNaFila
(
F
 
,
 
p
->
vertice
);
//poe p->vertice na fila

                
//arestas que compoem arvore geradora mínima, aresta (vertice1, p->vertice)

            
}

            
else

            
if
(
WPertenceF
(
p
->
vertice
,
 
F
)){
//se p->vertice pertence a F

                
//arestas (vertice1, p->vertice) que não compoem árvore geradora mínima

            
}

            
p
 
=
 
p
->
prox
;

        
}

        
RetiraVerticeFila
(
F
);

    
}

    
return
 
0
;

}

```

## Exemplo de Implementação em Object Pascal
```
program
 
Busca_em_largura
;

{$APPTYPE CONSOLE}

uses

  
SysUtils
;

var

  
vListaNos
 
:
 
array
[
1
..
8
]
 
of
 
char
;

  
function
 
NoEsquerdo
(
pNoAtual
:
 
Integer
)
:
 
integer
;

  
begin

    
result
 
:=
 
(
2
 
*
 
pNoAtual
)
;

  
end
;

  
function
 
NoDireito
(
pNoAtual
:
 
Integer
)
:
 
integer
;

  
begin

    
result
 
:=
 
(
2
 
*
 
pNoAtual
)
 
+
 
1
;

  
end
;

  
function
 
busca_Largura
 
(
Inicio
 
:
 
integer
;
 
Alvo
:
 
Char
)
:
 
integer
;

  
var

    
vAchou
 
:
 
Boolean
;

    
vLoop
 
:
 
integer
;

  
begin

    
vAchou
 
:=
 
false
;

    
vLoop
 
:=
 
Inicio
;

    
Result
 
:=
 
-
1
;

    
if
 
vListaNos
[
Inicio
]
 
=
 
Alvo
 
then
 
begin

      
vAchou
 
:=
 
true
;

      
Result
 
:=
 
Inicio
;

    
end
;

    
while
 
(
not
 
vAchou
)
 
and
 
(
vLoop
 
<=
 
8
)
 
do
 
begin

      
if
 
vListaNos
[
NoEsquerdo
(
vLoop
)]
 
=
 
Alvo
 
then
 
begin

        
vAchou
 
:=
 
true
;

        
Result
 
:=
 
NoEsquerdo
(
vLoop
)
;

      
end
 
else
 
if
 
vListaNos
[
NoDireito
(
vLoop
)]
 
=
 
Alvo
 
then
 
begin

        
vAchou
 
:=
 
true
;

        
Result
 
:=
 
NoDireito
(
vLoop
)
;

      
end
;

      
inc
(
vLoop
)
;

    
end
;

  
end
;

begin

  
{ Busca em largura na árvore binária }

  
// Preenchimento da arvore, demostração gráfica e posicionamento na mesma…

  
vListaNos
[
1
]
 
:=
 
'R'
;
      
{         R                 1           }

  
vListaNos
[
2
]
 
:=
 
'G'
;
      
{        / \               / \          }

  
vListaNos
[
3
]
 
:=
 
'Q'
;
      
{       G   Q             2   3         }

  
vListaNos
[
4
]
 
:=
 
'Y'
;
      
{      /\   /\           /\   /\        }

  
vListaNos
[
5
]
 
:=
 
'J'
;
      
{     Y J  B  E         4 5  6  7       }

  
vListaNos
[
6
]
 
:=
 
'B'
;
      
{    /                 /                }

  
vListaNos
[
7
]
 
:=
 
'E'
;
      
{   P                 8                 }

  
vListaNos
[
8
]
 
:=
 
'P'
;

  
// Pesquisa por elementos na árvore…

  
Writeln
(
'A letra "J" esta no no numero: '
+
 
IntToStr
(
busca_Largura
(
2
,
 
'J'
)))
;

  
Writeln
(
'A letra "B" esta no no numero: '
+
 
IntToStr
(
busca_Largura
(
1
,
 
'B'
)))
;

  
Writeln
(
'A letra "R" esta no no numero: '
+
 
IntToStr
(
busca_Largura
(
1
,
 
'R'
)))
;

  
Writeln
(
'A letra "P" esta no no numero: '
+
 
IntToStr
(
busca_Largura
(
4
,
 
'P'
)))
;

  
Writeln
(
'A letra "Y" esta no no numero: '
+
 
IntToStr
(
busca_Largura
(
1
,
 
'Y'
)))
;

  
Writeln
(
'A letra "E" esta no no numero: '
+
 
IntToStr
(
busca_Largura
(
1
,
 
'E'
)))
;

  
Writeln
(
'A letra "Q" esta no no numero: '
+
 
IntToStr
(
busca_Largura
(
1
,
 
'Q'
)))
;

  
Readln
;

end
.

```

## Exemplo de Implementação emJavaScript
```
function
 
BFS
(
nodos
,
 
inicio
,
 
fim
){

    
console
.
log
(
inicio
);

    
console
.
log
(
fim
);

    
var
 
fila
 
=
 
new
 
Array
();

    
nodos
[
inicio
].
visita
 
=
 
2
;

    
fila
.
push
(
nodos
[
inicio
]);

    
if
 
(
inicio
 
!=
 
fim
)
 
{

        
while
 
(
fila
.
length
 
>
 
0
)
 
{

            
nodo
 
=
 
fila
[
0
];

            
fila
.
shift
();

            
for
 
(
var
 
i
 
=
 
0
;
 
i
 
<
 
nodo
.
filhosObj
.
length
;
 
i
++
)
 
{

                
vertice
 
=
 
nodo
.
filhosObj
[
i
].
idVertice2
;

                
if
 
(
nodos
[
vertice
].
visita
 
!=
 
2
)
 
{

                    
nodos
[
vertice
].
visita
 
=
 
2
;

                    
if
 
(
nodos
[
vertice
].
relIdObj
 
==
 
fim
)
 
{

                        
console
.
log
(
nodos
[
vertice
]);

                        
return
 
false
;

                    
};

                    
fila
.
push
(
nodos
[
vertice
]);

                    
console
.
log
(
nodos
[
vertice
]);

                
}
else
 
if
(
fila
.
indexOf
(
nodos
[
vertice
])){

                    
nodos
[
vertice
].
visita
 
=
 
2
;

                    
if
 
(
nodos
[
vertice
].
relIdObj
 
==
 
fim
)
 
{

                        
console
.
log
(
nodos
[
vertice
]);

                        
return
 
false
;

                    
};

                    
console
.
log
(
nodos
[
vertice
]);

                
};

            
};

        
};

    
}
else
{

        
console
.
log
(
nodos
[
inicio
]);

    
};

};

```

## Exemplo de Implementação em Python
Uma implementação em Python usando um array bidimensional representando um mapa. Esta versão é usada para encontrar o caminho mais curto dentro de um grid.
```
def
 
solve
(
start_row
,
 
start_col
):

    
q
 
=
 
[]

    
q
.
append
((
start_row
,
 
start_col
))

    
visited
 
=
 
[[
False
 
for
 
i
 
in
 
range
(
cols
)]
 
for
 
j
 
in
 
range
(
rows
)]

    
visited
[
start_row
][
start_col
]
 
=
 
True

    
prev
 
=
 
[[
None
 
for
 
i
 
in
 
range
(
cols
)]
 
for
 
j
 
in
 
range
(
rows
)]

    
while
 
len
(
q
)
 
>
 
0
:

        
row
,
 
col
 
=
 
q
.
pop
(
0
)

        
if
 
m
[
row
][
col
]
 
==
 
'E'
:

            
return
 
prev

        
# Check adjacent cells

        
for
 
dr
,
 
dc
 
in
 
[(
-
1
,
 
0
),
 
(
1
,
 
0
),
 
(
0
,
 
-
1
),
 
(
0
,
 
1
)]:

            
next_row
 
=
 
row
 
+
 
dr

            
next_col
 
=
 
col
 
+
 
dc

            
if
 
(

                
next_row
 
>=
 
0
 
and
 
next_row
 
<
 
rows
 
and

                
next_col
 
>=
 
0
 
and
 
next_col
 
<
 
cols
 
and

                
not
 
visited
[
next_row
][
next_col
]
 
and

                
m
[
next_row
][
next_col
]
 
!=
 
'#'

            
):

                
q
.
append
((
next_row
,
 
next_col
))

                
visited
[
next_row
][
next_col
]
 
=
 
True

                
prev
[
next_row
][
next_col
]
 
=
 
(
row
,
 
col
)

    
return
 
None

def
 
reconstructPath
(
start_row
,
 
start_col
,
 
end_row
,
 
end_col
,
 
prev
):

    
path
 
=
 
[]

    
row
,
 
col
 
=
 
end_row
,
 
end_col

    
while
 
(
row
,
 
col
)
 
!=
 
(
start_row
,
 
start_col
):

        
path
.
append
((
row
,
 
col
))

        
row
,
 
col
 
=
 
prev
[
row
][
col
]

    
path
.
append
((
start_row
,
 
start_col
))

    
path
.
reverse
()

    
return
 
path

def
 
bfs
(
start_row
,
 
start_col
,
 
end_row
,
 
end_col
):

    
prev
 
=
 
solve
(
start_row
,
 
start_col
)

    
if
 
prev
 
is
 
None
:

        
print
(
"Caminho não encontrado."
)

        
return
 
[]

    
return
 
reconstructPath
(
start_row
,
 
start_col
,
 
end_row
,
 
end_col
,
 
prev
)

m
 
=
 
[

    
[
'S'
,
 
'.'
,
 
'.'
,
 
'.'
,
 
'.'
,
 
'.'
,
 
'.'
,
 
'.'
,
 
'.'
],

    
[
'.'
,
 
'#'
,
 
'#'
,
 
'.'
,
 
'#'
,
 
'.'
,
 
'#'
,
 
'#'
,
 
'.'
],

    
[
'.'
,
 
'.'
,
 
'.'
,
 
'.'
,
 
'#'
,
 
'.'
,
 
'.'
,
 
'.'
,
 
'.'
],

    
[
'#'
,
 
'#'
,
 
'.'
,
 
'.'
,
 
'.'
,
 
'#'
,
 
'#'
,
 
'#'
,
 
'#'
],

    
[
'.'
,
 
'.'
,
 
'.'
,
 
'.'
,
 
'.'
,
 
'.'
,
 
'.'
,
 
'.'
,
 
'.'
],

    
[
'.'
,
 
'#'
,
 
'#'
,
 
'#'
,
 
'#'
,
 
'.'
,
 
'.'
,
 
'#'
,
 
'.'
],

    
[
'.'
,
 
'.'
,
 
'.'
,
 
'.'
,
 
'#'
,
 
'.'
,
 
'.'
,
 
'.'
,
 
'E'
]

]

rows
 
=
 
len
(
m
)

cols
 
=
 
len
(
m
[
0
])

start_row
 
=
 
0

start_col
 
=
 
0

end_row
 
=
 
0

end_col
 
=
 
0

for
 
i
 
in
 
range
(
rows
):

    
for
 
j
 
in
 
range
(
cols
):

        
if
 
m
[
i
][
j
]
 
==
 
'S'
:

            
start_row
 
=
 
i

            
start_col
 
=
 
j

        
if
 
m
[
i
][
j
]
 
==
 
'E'
:

            
end_row
 
=
 
i

            
end_col
 
=
 
j

print
(
"Labirinto:"
)

for
 
row
 
in
 
m
:

    
print
(
' '
.
join
(
row
))

print
(
"
\n
Buscando um caminho:"
)

path
 
=
 
bfs
(
start_row
,
 
start_col
,
 
end_row
,
 
end_col
)

if
 
len
(
path
)
 
>
 
0
:

    
print
(
"Caminho encontrado:"
)

    
for
 
row
,
 
col
 
in
 
path
:

        
m
[
row
][
col
]
 
=
 
'P'

    
for
 
row
 
in
 
m
:

        
print
(
' '
.
join
(
row
))

else
:

    
print
(
"Caminho não encontrado."
)

```

## Usos e extensões
- Achar componentes conectados.
- Achar todos os nódulos contectado a apenas um componente.
- Achar o menor caminho entre um nó raiz e os outros nós do grafo.
- Testar bipartição em grafos.

O conjunto de nós alcançados pela busca em largura são os maiores componentes conectados que contém o nó inicial. Se não houver arestas nos nós adjacentes numa mesma camada de busca, então o grafo deve conter um número ímpar de ciclos e não ser bipartido.